# Febian Brandy
Febian Earlston Brandy (Manchester, 4 de fevereiro de 1989) é um futebolista de São Cristóvão e Neves nascido na Inglaterra, que atuava como atacante. Atualmente defende o Cheadle Town.

## Carreira
Febian Brandy foi promovido ao elenco principal do Manchester United na temporada 2007–08 após quase 10 anos nas categorias de base dos Red Devils, mas logo em seguida foi emprestado ao Swansea City. Pelo clube do País de Gales.permaneceu emprestado por uma temporada e meia, até o inicio de 2008–09, disputando 33 jogos e marcando apenas 3 gols. Depois do fim do seu empréstimo ao Hereford United, Brandy voltou a ser emprestado, dessa vez ao Gillingham. Seguiu vinculado ao United até 2010, e após não ter jogado nenhuma partida oficial, foi dispensado ao final de seu contrato.
Passou também por Notts County, Panetolikos, Walsall, Sheffield United, Rotherham United, Crewe Alexandra, Rochdale, Ubon UMT United, Ebbsfleet United e Droylsden. Após deixar os Bloods, ficou 4 anos sem clube.
Em 2022, voltou aos gramados para jogar 3 partidas pelo Cheadle Town, equipe da North West Counties Football League, uma das ligas regionais que integram o sistema de ligas do futebol inglês.

## Carreira internacional
Depois de jogar pelas seleções de base da Inglaterra, Brandy optou em defender a seleção de São Cristóvão e Neves, tendo atuado em 2 jogos (ambos em 2015).

## Títulos
Swansea City
- Football League One: 2007–08[1]